# Arrondissement de Peine
L'arrondissement de Peine est un arrondissement  ("Landkreis" en allemand) de Basse-Saxe  (Allemagne).
Son chef-lieu est Peine.

## Villes, communes et communautés d'administration
(Nombre d'habitants en 2006)
Einheitsgemeinden
| 1. Edemissen (12 669) 2. Hohenhameln (9 725) 3. Ilsede (12 188) (Siège: Groß Ilsede) 4. Lahstedt (10 567) (Siège: Gadenstedt) | 1. Lengede (13 084) 2. Peine ville, commune autonome (49 924) 3. Vechelde (16 153) 4. Wendeburg (10 142) |

## Administrateurs de l'arrondissement
- 1885-1888 Bernhard Baurschmidt (de)
- 1888-1893 Rudolf von Bennigsen
- 1893-1898 Hans von Hammerstein-Equord (de)
- 1898-1920 Oswald aus dem Winckel (de)
- 1920-1928 Gustav Berlin
- 1928-1932 Hans Brandt (de)
- 1932-1934 Hans Waldow Ritzler
- 1934-? Helmut Freise
- 1945-1946 Richard Brennig (de)
- 1946-1948 Heinrich Steinmann
- 1948-1949 Hermann Ernst
- 1949-1951 Karl Munzel (de)

- 1951-1952 Richard Langeheine (de)
- 1952-1955 Bruno Schütz
- 1955-1957 Horst Leßmann
- 1957-1958 Bruno Schütz
- 1958-1961 Kurt Brandes
- 1961-1964 Bruno Böhme
- 1964-1972 Hertha Peters (de)
- 1972-1981 Paul Becker
- 1981-1986 Helmut Glandt
- 1986-1996 Otto Heinz Ohlendorf
- 1996-2000 Rosemarie Leunig
- 2000-2021 Franz Einhaus
- depuis 2021 Henning Heiß (de)